# Fierdinand Gebauer
Fierdinand Fierdinandowicz Gebauer, ros. Фердинанд Фердинандович Гебауер (ur. 29 stycznia?/10 lutego 1891 w guberni permskiej, zm. w 1973 lub 1974 w Düsseldorfie) – rosyjski porucznik marynarki wojennej, emigracyjny działacz społeczny, oficer Kriegsmarine, dowódca obrony przeciwchemicznej i przeciwlotniczej archipelagu Dodekanez podczas II wojny światowej.
W 1910 ukończył szkołę rycerską w Rewlu, zaś w 1913 – korpus morski. 
Brał udział w I wojnie światowej. Służył jako oficer wachtowy w 7 dywizjonie torpedowców Floty Bałtyckiej. Od połowy 1916 był oficerem łącznikowym na brytyjskim okręcie podwodnym "S-26". Wkrótce został aresztowany pod zarzutem szpiegostwa na rzecz niemieckiego wywiadu, ale zwolniono go. We wrześniu 1917 przeniesiono go do Floty Syberyjskiej. Objął funkcję oficera wachtowego na transportowcu "Шилка", który po 1918  został włączony do floty wojennej Białych. Na początku 1919 objął dowództwo trałowca Floty Czarnomorskiej. 
Po udaniu się na emigrację do 1921 był zastępcą kapitana na amerykańskim parowcu handlowym "Lake Farley" pływającym na Morzu Śródziemnym. Następnie zamieszkał w Estonii. Był członkiem Kasy Samopomocy Marynarzy. 
W 1939 przeniósł się z Tallinna do Niemiec. W 1941 został zmobilizowany do Kriegsmarine. Otrzymał stopień kapitana. Służył początkowo na kutrach torpedowych. Następnie został oficerem w sztabie dowódcy niemieckiej floty wojennej garnizonu archipelagu Dodekanez. Odpowiadał za jego obronę przeciwchemiczną i przeciwlotniczą. We wrześniu 1943 dostał się do niewoli alianckiej. Przebywał w obozie jenieckim w Egipcie. W sierpniu 1947 został wypuszczony na wolność, po czym zamieszkał w zachodnich Niemczech. Do 1957 pracował w wydziale statystycznym urzędu miejskiego w Düsseldorfie.